# Article 5 de la Constitution belge

L'article 5 traite des provinces de Belgique.

Pour un article plus général, voir Constitution de la Belgique.
L'article 5 de la Constitution de la Belgique fait partie du titre premier De la Belgique fédérale, de ses composantes et de son territoire. Il traite des provinces.
- L'alinéa 1er date du 17 février 1994 mais n'est entré en vigueur qu'au 1er janvier 1995. Il était à l'origine — sous l'ancienne numérotation — l'article premier, alinéa 2.
- L'alinéa 2 date du 5 mai 1993 et était à l'origine — sous l'ancienne numérotation — l'article premier, alinéa 5.
- L'alinéa 3 date du 24 décembre 1970 et était à l'origine — sous l'ancienne numérotation — l'article premier, alinéas 6 et 7.

## Le texte
« La Région wallonne comprend les provinces suivantes : le Brabant wallon, le Hainaut, Liège, le Luxembourg et Namur. La Région flamande comprend les provinces suivantes : Anvers, le Brabant flamand, la Flandre occidentale, la Flandre orientale et le Limbourg. »
« Il appartient à la loi de diviser, s'il y a lieu, le territoire en un plus grand nombre de provinces. »
« Une loi peut soustraire certains territoires dont elle fixe les limites, à la division en provinces, les faire relever directement du pouvoir exécutif fédéral et les soumettre à un statut propre. Cette loi doit être adoptée à la majorité prévue à l'article 4, dernier alinéa. »

## Histoire
Avant la renumérotation, l'article 5 était le premier article de la Constitution. Le Congrès national avait maintenu les neuf provinces héritées de l'occupation française et déjà maintenues sous la domination hollandaise malgré la demande, par un membre du Congrès, de créer une province de Tournai. On décida de laisser la possibilité à la loi de créer une province supplémentaire, bien que ça ne fut jamais fait.
Le nom des provinces apparaît par ordre alphabétique pour ne pas « faire de distinction entre elles ».

## Alinéa1er: scission de la province du Brabant

La Belgique comportait initialement neuf provinces jusqu'à la scission de la province de Brabant (en rouge) le 1 janvier 1995, à la suite de laquelle furent créées, le long de la frontière linguistique, la province du Brabant flamand et la province du Brabant wallon, portant le nombre actuel à dix.

L'alinéa 1er de l'article a été modifié lors de la révision du 17 février 1993 et est entré en vigueur le 1er janvier 1995. Cela a eu pour conséquences de scinder l'ancienne province de Brabant. L'arrondissement de Nivelles constitue le nouveau Brabant wallon, les arrondissements de Louvain et de Hal-Vilvorde constituent le nouveau Brabant flamand et l'arrondissement de Bruxelles est extra-provincialisé.
Cette scission du Brabant était devenue inévitable : à la suite de la fédéralisation de l'État, la province de Brabant était devenue difficilement gérable du fait qu'elle dépendait à la fois de la Région wallonne, de la Région flamande et de la Région de Bruxelles-Capitale. En outre, elle s'étendait sur trois régions linguistiques : la région de langue française, la région de langue néerlandaise et la région bilingue de Bruxelles-Capitale.

## Alinéa 3: une tentative de réponse à la crise des Fourons
L'alinéa 3 de l'article a été introduit dans la Constitution le 24 décembre 1970, sous le gouvernement de Gaston Eyskens. Les régions étaient également créées le même jour, mais il faudra cependant attendre la loi spéciale du 8 août 1980 pour la mise en application de cette disposition. Le fait d'attribuer la commune des Fourons à la Région flamande ou wallonne ne suscitait aucun consensus politique. Le pouvoir constituant a donc envisagé d'extra-provincialiser la commune des Fourons et par conséquent de l'extra-régionaliser.
Cette disposition n'a cependant jamais été appliquée car, bien qu'elle permette de faire d'une commune une « commune sans région », chaque commune fait partie d'une région linguistique et donc d'une Communauté.